# 葛尾城
葛尾城（かつらおじょう）は、信濃国埴科郡葛尾（現・長野県埴科郡坂城町）にあった日本の城。山城。

## 概要
戦国時代、北信で最大の勢力を誇った村上氏の居城であった。近辺に氏族の支城や砦の跡がいくつもある。
天文年間、小県郡の村上義清は甲斐国の武田晴信（信玄）が開始した信濃侵攻に対抗し、上田原の戦いと砥石崩れと2度もの南面からの武田軍の攻撃を破った。しかし、天文22年（1553年）葛尾城は村上氏の背部を支える北に位置する支族の屋代氏や雨宮氏、塩崎氏らが武田方の真田幸隆らの調略により離反し、背後の戸倉方面からの攻撃を受けることによって自落した（葛尾城の戦い）。義清は、それまで仇敵の間柄であった高梨氏の仲介を得て越後国の長尾景虎（上杉謙信）を頼って落ち延びた。これが12年にわたり5度に及ぶ川中島の戦いのきっかけになった。この年は葛尾城の裾を洗う千曲川に大洪水（江戸時代には64回の洪水が記録され4〜5年に1回の割合で被災していた勘定）があったと伝えられるが戦況にどのような影響があったかは不明である。
半月後には救援を得て奪還はするが再びこの城の主として返り咲くことはなかった。そして地域の大半の武士は大勢になびいて村上から武田へ、武田から再び村上方へ、またもや武田方へそして上杉方へと主を変えることになる。村上義清は上杉氏から永禄8年（1565年）に姫川流域の信越国境を警備する根知城を宛がわれ元亀3年（1572年）に終焉を迎えたとされる。
慶長5年（1600年）関ヶ原へ進軍中の徳川秀忠が途中の小諸城を拠点にして上田城を攻撃したが上洛命令により撤退した。その後も徳川方の海津城将森忠政は葛尾城代井戸宇右衛門配下の兵を葛尾城や地蔵峠付近に置いて上田城の動きを監視させていた。これに対して上田城から9月18日と23日の2度に渡って真田信繁（幸村）が出撃して夜討と朝駆けの攻撃を加えた。記録に残るこの城の最後の戦闘とされているが忠政と不仲であった宇右衛門は門を開いて真田軍を城内に入れ二の丸まで迫られたと言う。
それまでの間にも村上氏による、この城の奪回戦や真田氏による上田築城への上杉景勝による牽制の拠点でもあった筈だが、それらの際にこの城がどのように使用され改修されたのか、どのような戦況であったかを示す記録は確かめられていない。

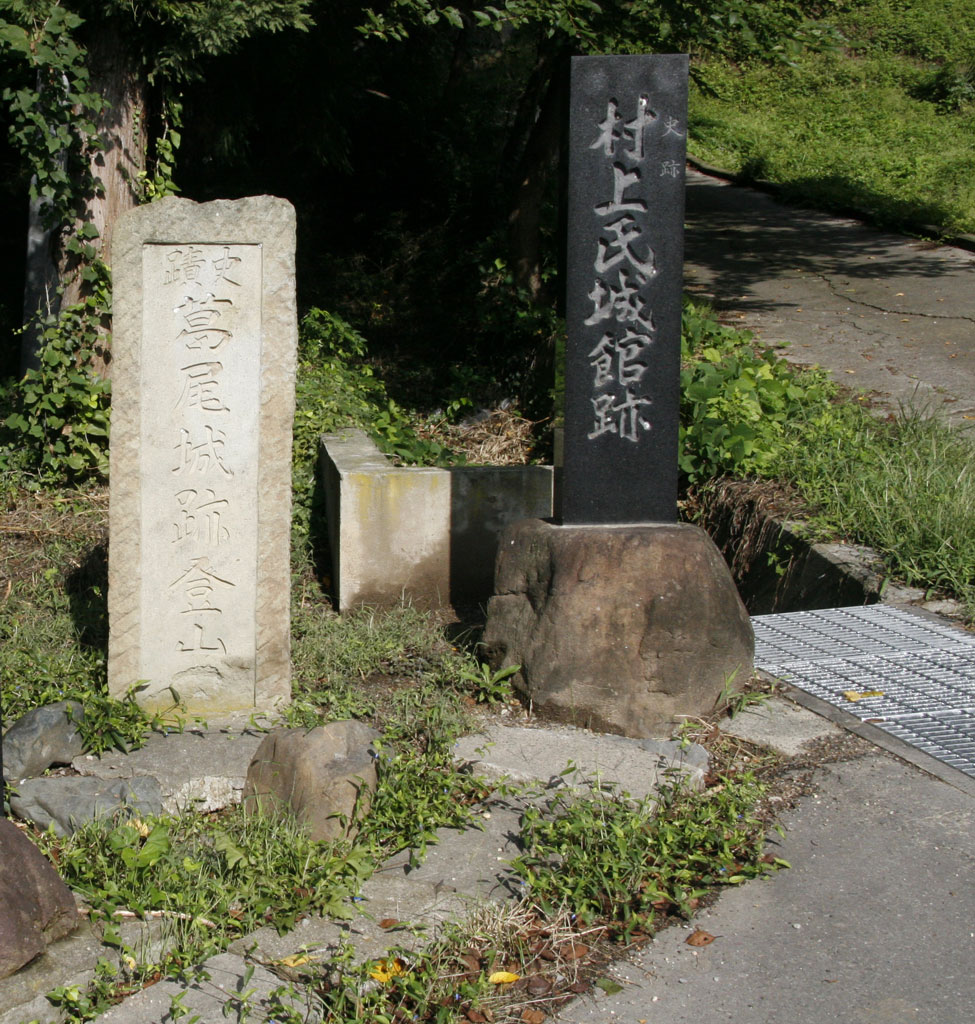
葛尾城の登城口

## 居館跡（満泉寺）

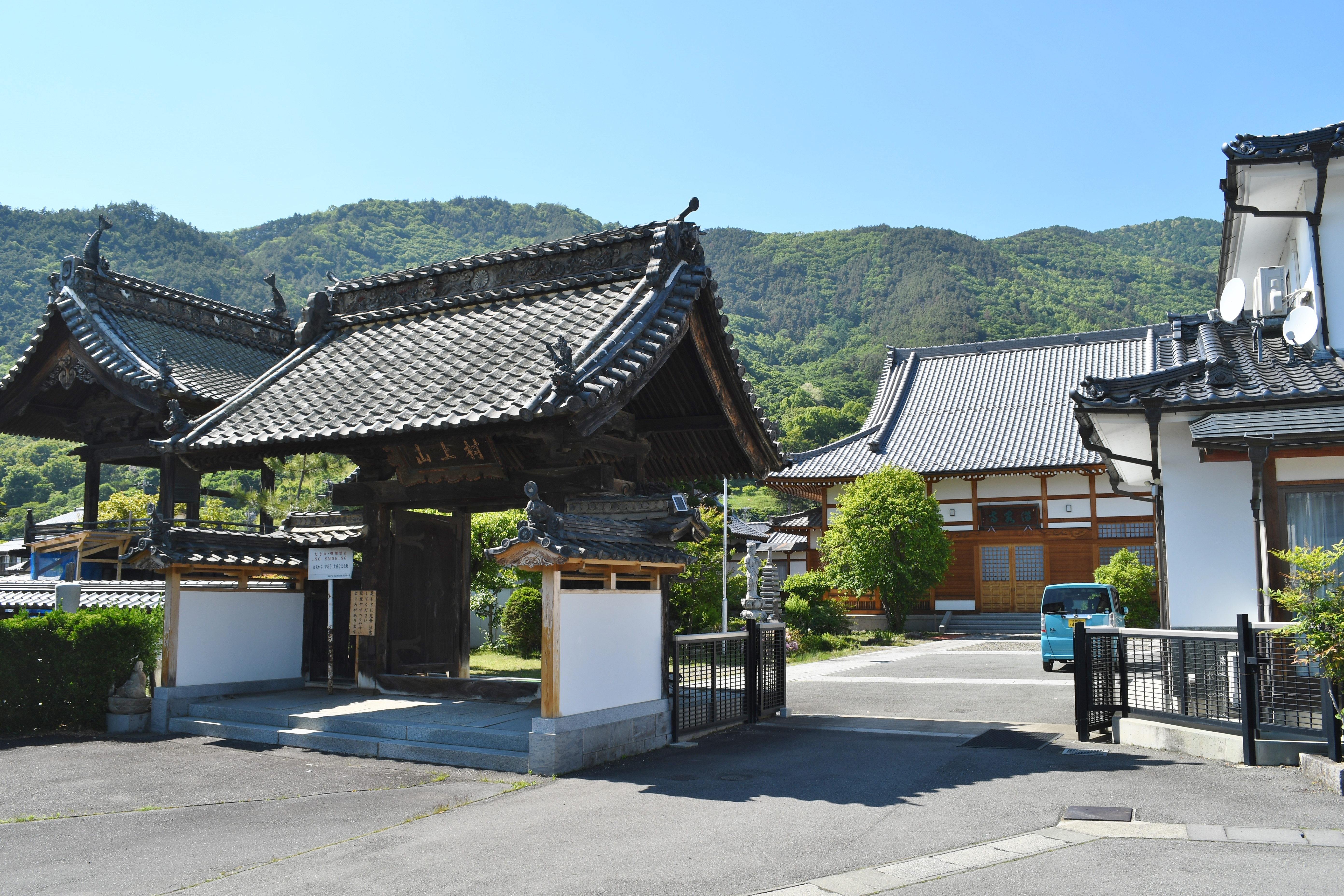
満泉寺（村上氏城館跡）
背景に葛尾城。

平時の居館跡は、現在は満泉寺が建立されている。村上義清の子・村上国清（山浦景国）が天正10年（1582年）、上杉景勝領有の時代、海津城の城代を務めたときに建立した。
その他、城下には村上義清の墓がある。

## 笄の渡し
伝説では葛尾城の落城の際、奥方は義清と別れ、ばらばらに落ち延びることになった。千曲川の対岸の力石に渡る際に奥方は、我が身の危険をかえりみず舟を出してくれた船頭の心に打たれ、お礼として髪にさしていた笄を手渡した。
義清夫人を偲んでそれ以降はその渡し場を「笄の渡し」と呼ばれるようになったとされる。しかし、葛尾城の麓の千曲川沿いは高い崖が連なっていたことから「高崖（コウガイ）」と言われていたと伝えられる。また、この時代には崖下の浅瀬を選んで渡渉し、船渡しはまだなかったと考えられる。更には女性が髪を高く結うのは江戸時代になってからのことであり、この時代の女性が笄を髪にさす生活習慣はなかったとの説があって「コウガイ」にこじつけた江戸時代以降の創作と見るむきもある。また結末は無事に越後（高梨氏の本拠地である中野とも言われる）に逃げ延びたとも敵に発見されて自害した、あるいは敵の手にかかって惨殺されたとも様々に語られている。そして話によっては船頭を落人の弱みに付け込み法外な酒手を要求する悪者として描き、奥方は泣く泣く要求に応じたのだ、とする筋書きもある。この奥方は名を「於フ子」と言い高梨氏の娘から村上氏の側室となっていたとされる。